# 경상북도봉화교육지원청
경상북도봉화교육지원청(慶尙北道奉化敎育支援廳, Bonghwa Office of Education)은 경상북도 봉화군을 관할하는 경상북도교육청 산하의 교육지원청이다.
교육장은 장학관으로 보한다.

## 산하 기관

### 초등학교
| - 내성초등학교 - 도촌초등학교 - 동양초등학교 - 명호초등학교 - 물야초등학교 - 북지분교 - 수식분교 | - 법전중앙초등학교 - 봉성초등학교 - 봉화초등학교 - 상운초등학교 - 서벽초등학교 - 석포초등학교 | - 소천초등학교 - 남회룡분교 - 두음분교 - 분천분교 - 임기분교 | - 재산초등학교 - 춘양초등학교 |

### 중학교
| - 명호중학교 - 물야중학교 - 법전중학교 | - 봉화중학교 - 상운중학교 - 석포중학교 | - 소천중학교 - 재산중학교 | - 춘양중학교 - 서벽분교 |